# Einsteinhaus Caputh

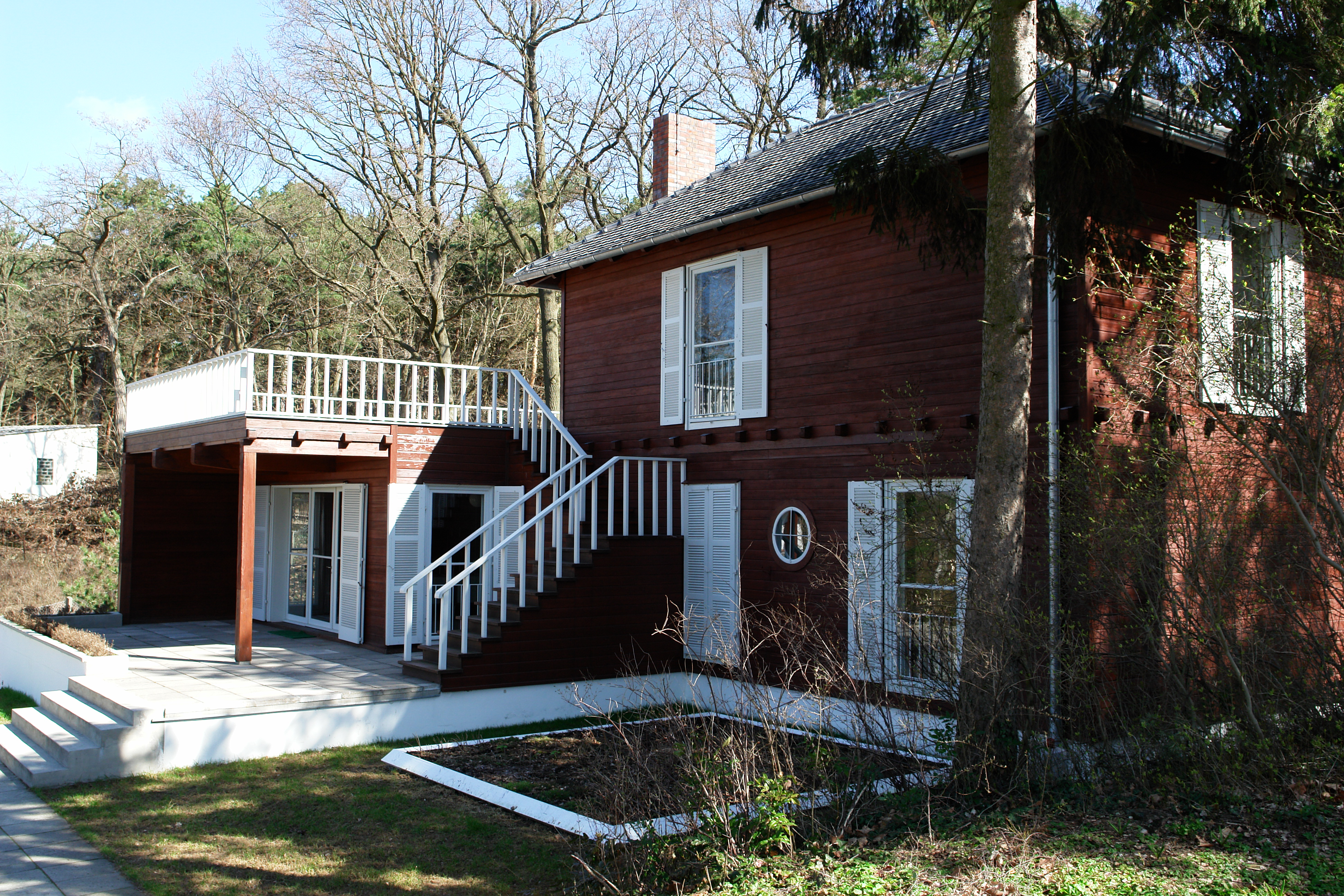
Gartenseite des Einsteinhauses in Caputh

Das Einsteinhaus ist ein 1929 in Caputh, rund sechs Kilometer südlich von Potsdam, errichtetes Holzhaus. Es  wurde von 1929 bis 1932 von Albert Einstein und seiner Frau Elsa sowie deren beiden Töchtern und einer Hausangestellten bewohnt. Es handelte sich um ein Sommerhaus, wurde aber bis auf die kalten Wintermonate fast das gesamte Jahr über genutzt. Im Mai des Einsteinjahres 2005 wurde das Gebäude nach Restaurierungsarbeiten als Veranstaltungs- und Besichtigungssort wieder eröffnet.

## Geschichte

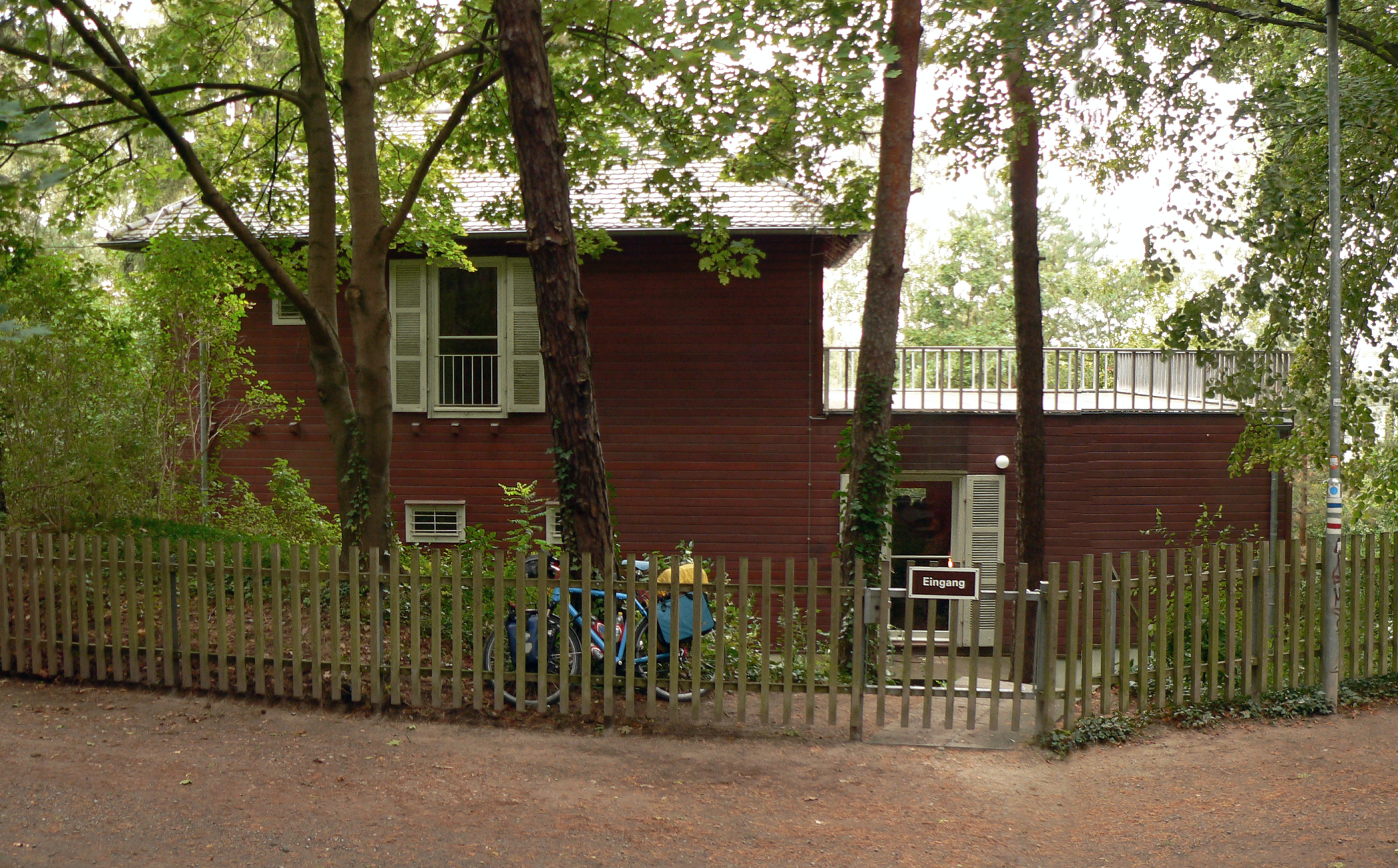
Eingang an der Straßenseite

Auf Anregung des Oberbürgermeisters von Berlin Gustav Böß sollte Einstein zu seinem 50. Geburtstag als Geschenk der Stadt Berlin ein Haus mit Seegrundstück erhalten. Über ein Dutzend Häuser wurde zunächst von der Stadt vorgeschlagen. Da sie teilweise schlecht gelegen oder bewohnt waren, und Einstein mit der Kündigung der Mieter nicht einverstanden war, kamen sie für ihn nicht in Betracht. Nachdem kein passendes Haus gefunden worden war, kam der Vorschlag auf, Einstein ein Grundstück zu schenken, damit er ein Haus nach eigenen Vorstellungen bauen könne. Jedoch zog sich auch dieser Prozess in die Länge. Nachdem die Presse sich des „Skandals mit dem missglückten Geschenk der Stadt Berlin“ angenommen hatte und es in der Berliner Stadtverordnetenversammlung zu politischen Streitigkeiten über das beabsichtigte Geschenk gekommen war, beschloss Einstein, auf das Geschenk zu verzichten. Das Ehepaar Einstein fand schließlich ein Grundstück in Caputh in der Waldstraße 7, das sie 1929 kauften und auf dem sie sich auf eigene Kosten ein Holzhaus errichten ließen. Auch ein Brief des Oberbürgermeisters konnte Einstein nicht mehr umstimmen.
Das Sommerhaus wurde im Jahr 1929 von dem Architekten Konrad Wachsmann (1901–1980), einem Pionier des industriellen Bauens, errichtet. Es gehört zusammen mit dem Haus Dr. Estrich in Jüterbog, das ebenfalls von ihm 1929 erbaut wurde, zu seinen ersten Werken als selbstständiger (Freier) Architekt. Die Bauausführung erfolgte durch die Firma Christoph & Unmack AG in Niesky in der Oberlausitz, einem damals bedeutenden Hersteller von Holzhäusern, bei dem Wachsmann von 1926 bis 1929 als Chefarchitekt angestellt war. Das Einsteinhaus liegt an einem Hang direkt am Waldrand mit Blick auf den circa 300 Meter entfernten Templiner See. Caputh hatte am Ende der 1920er Jahre etwa 3000 Einwohner, die hauptsächlich vom Kleingewerbe wie dem Obstanbau, der Fischerei und dem Handwerk lebten.

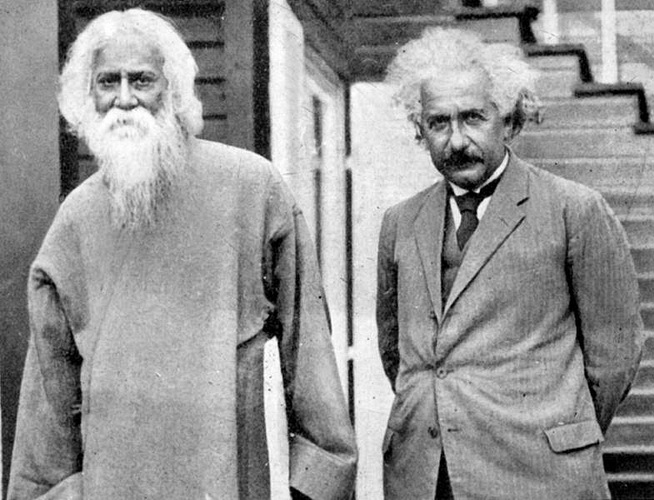
Besuch von Rabindranath Thakur im Einsteinhaus, 1930

Das Ehepaar Einstein verbrachte zahlreiche Monate in seinem Haus, wobei Einstein (obwohl Nichtschwimmer) gerne und häufig Segelausflüge auf den Gewässern der Umgebung unternahm und Ausflüge in die Natur genoss.
Nach der Machtergreifung der Nationalsozialisten 1933 kehrten Albert und Elsa Einstein von einer Reise in die USA nicht mehr nach Deutschland zurück. Einsteins Besitz wurde von den Nationalsozialisten konfisziert, zunächst bis auf das Einsteinhaus, dessen im Grundbuch ausgewiesene Eigentümer die beiden Stieftöchter waren. Über einen befreundeten Rechtsanwalt konnte das Haus von den Einsteins an das benachbarte und von Gertrud Feiertag betriebene Jüdische Landschulheim Caputh vermietet werden. Während dieser Zeit arbeitete Hans Keilson dort als Sportlehrer. Im Jahr 1935 wurde auch das Einsteinhaus enteignet und für weniger als ein Fünftel des Originalpreises an die Gemeinde Caputh verkauft. Zunächst diente es als Kindergarten und Ausbildungsstätte für Kindergärtnerinnen. Während des Zweiten Weltkrieges nutzte die Wehrmacht das Gebäude.
Nach Kriegsende, zwischen 1945 und 1978, hatte die Gemeinde das Haus als Wohnhaus vermietet. Dann wurde es unter Denkmalschutz gestellt und 1979, zum 100. Geburtstag Einsteins, durch die Akademie der Wissenschaften der DDR restauriert. Es diente anschließend zeitweise als Gästehaus und Gedenkstätte. 
Nach der Wende fanden Verhandlungen über eine Rückgabe bzw. eine Entschädigung der Einsteinschen Erben statt, die sich in die Länge zogen. Heute ist nach einem langen Restitutionsverfahren die Hebräische Universität Jerusalem die Haupteigentümerin, die auch den literarischen Nachlass Albert Einsteins besitzt. Seit der Wiedereröffnung des Hauses im Jahr 2005 wird es vom Einstein Forum verwaltet und als Veranstaltungsort für Workshops, Seminare sowie als Treffpunkt für bedeutende Denker genutzt. Da Albert Einstein selbst kein Museum wollte, dient es heute dem wissenschaftlichen, kulturellen und gesellschaftlichen Diskurs. Das Gartenhaus wird seit dem Jahr 2007 für den Aufenthalt von Einstein-Stipendiaten genutzt. Der Öffentlichkeit steht das Einsteinhaus im begrenzten Umfang zur Besichtigung offen. Eine Dauerausstellung zu Einstein und seinem Haus findet sich im Bürgerhaus Caputh.

## Architektur

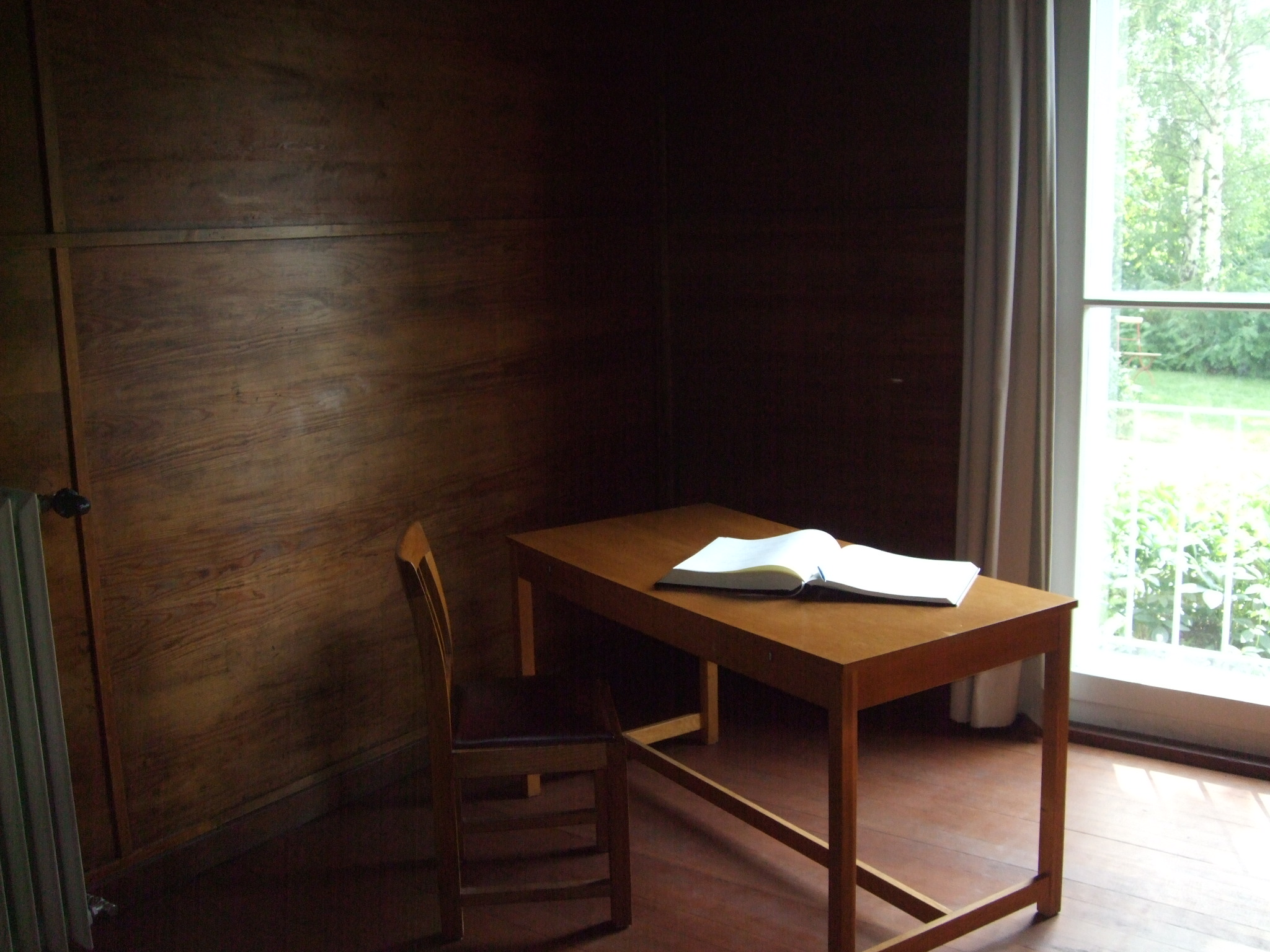
Einsteins Arbeitszimmer im Erdgeschoss

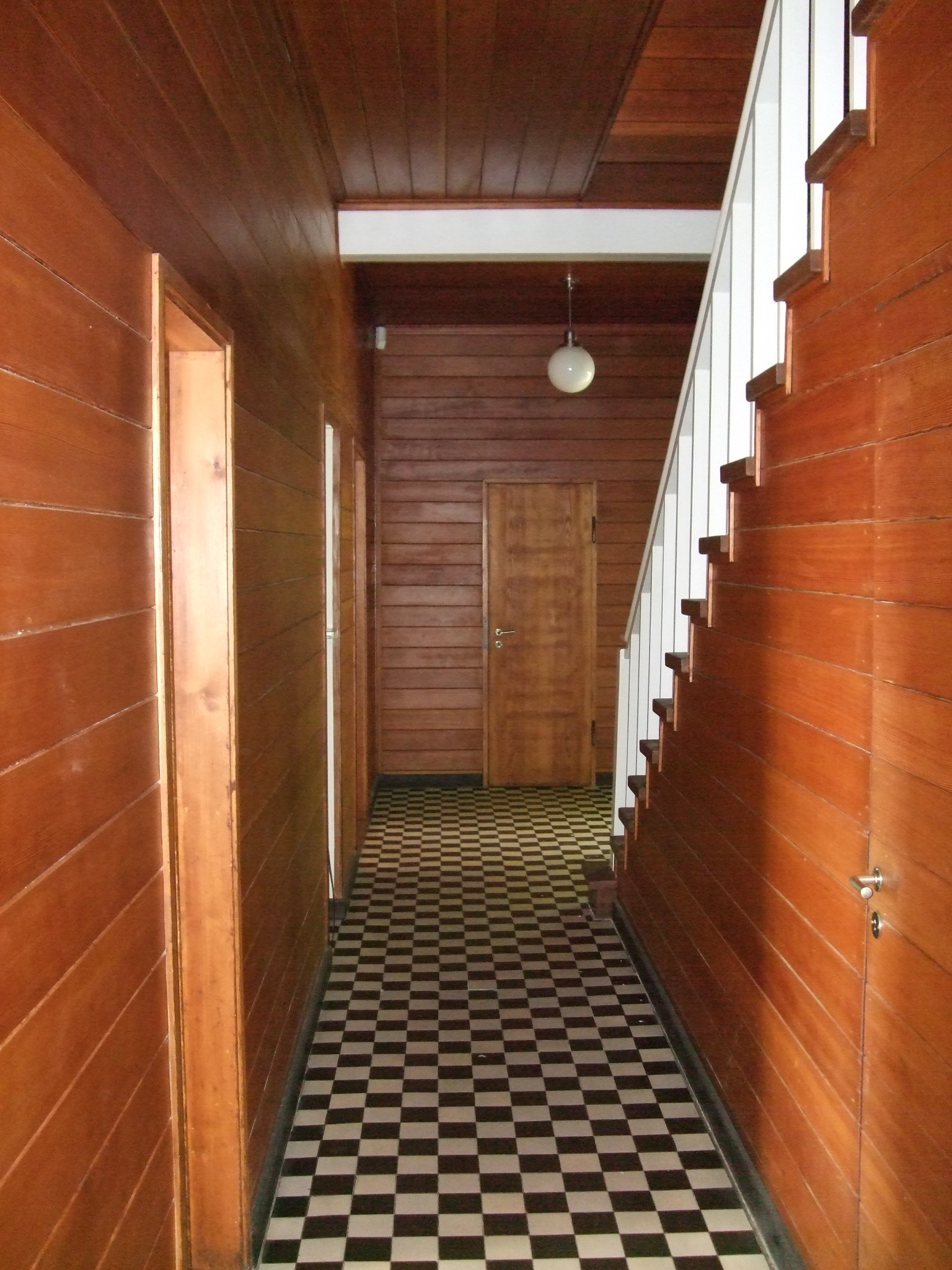
Flur im Erdgeschoss mit Treppenaufgang

Das Einsteinhaus wirkt funktionell, modern und bewusst schmucklos. Auf eigenen Wunsch ließ sich Einstein ein Holzhaus bauen. Das Haus ist teilweise unterkellert, es wurde in einer Kombination von ortsfester Fachwerkbauweise und Tafel- und Plattenbauweise gebaut. Bei dieser Technik besteht das Grundgerüst aus miteinander verbundenen Holzbalken. Die Außen- und die Innenwände sowie die Decken wurden mit Holzplatten bzw. Brettern hergestellt. Als Material wurde zum größten Teil Redwood aus den USA importiert und galizisches Tannenholz verwendet. Die Wände verfügen über eine  Wärmedämmung aus Torfplatten..

Im Erdgeschoss sind die Innenräume relativ dunkel holzvertäfelt; das verwendete Holz ergibt eine dunkelrote Farbe, die sich durch das Untergeschoss zieht. Die Zimmer waren spartanisch eingerichtet, wobei die originale Einrichtung nicht mehr erhalten ist. Auffällig sind die großen, weißen französischen Fenster, die fast alle bis zum Boden reichen. Außer dem geräumigen Wohnzimmer waren die Räume klein gehalten, jedoch funktional eingerichtet. Dazu gehörten in die Wände integrierte Einbauschränke sowie Waschgelegenheiten. Einsteins Zimmer im Erdgeschoss war zugleich sein Arbeits- und Schlafzimmer mit einem Nischenbett. Ursprünglich beabsichtigte Wachsmann, Marcel Breuer mit dem Entwurf von Möbeln für das Haus zu beauftragen. Breuers Vorschläge gefielen Einstein nicht, zumal sie ihn an „einen Operationssaal“ erinnerten. Einsteins Arbeitsplatz, von dem aus er einen Blick über Caputh und die Havelseen hatte, bestand aus einem Schreibtisch mit einfachem Stuhl und einem halbhohen, robusten Bücherregal aus Holz. Im oberen Geschoss gab es Zimmer für die beiden Stieftöchter von Einstein sowie für die Hausangestellte.

## Gäste
Zahlreiche Nobelpreisträger und bekannte Persönlichkeiten waren Gast in Einsteins Haus. Einige von ihnen waren:
- Max Born
- Fritz Haber
- Otto Hahn
- Max von Laue
- Gerhart Hauptmann
- Käthe Kollwitz
- Max Liebermann
- Heinrich Mann
- Erwin Schrödinger
- Max Planck
- Arnold Zweig
- Rabindranath Thakur

## Zitate
- „Das Segelschiff, die Fernsicht, die einsamen Herbstspaziergänge, die relative Ruhe, es ist ein Paradies.“ (Albert Einstein, 1929)
- „Komm nach Caputh, pfeif auf die Welt.“ (Albert Einstein zu seinem Sohn)